# Pociovaliștea, Gorj
Pociovaliștea este un sat ce aparține orașului Novaci din județul Gorj, Oltenia, România.

## Personalități
- Aurel Negucioiu, economist profesor universitar, om politic

 Acest articol despre o localitate din județul Gorj este deocamdată un ciot. Puteți ajuta Wikipedia prin completarea lui.